# 十全主婦
《十全主婦》（英語：The Prize Winner of Defiance, Ohio）是一部2005年的美國傳記電影，由珍·安德森擔任編劇和導演。它改編自泰瑞·萊恩的書並由茱莉安·摩爾、伍迪·哈里遜，和蘿拉·鄧恩主演。這部電影於2005年10月14日有限上映。

## 劇情
《十全主婦》改編自家庭主婦伊芙琳·萊恩的真實故事。她通過贏得廣告詞寫作比賽的獎品，來支持丈夫凱利和他們的十個孩子的生活。凱利夢想成為一名歌手，卻在車禍中失去了歌聲，淪落到工廠上班，之後他常因為酗酒開銷而無法支撐起一個家庭，家人還要受到他的暴力與辱罵（家庭暴力）。
伊芙琳贏得大冰箱、冰桶、洗衣機、烘乾機套裝、紐約市之旅、雪橇、靴子、小馬、棕櫚樹、窗戶、跑車、在當地的雜貨店瘋狂購物的機會、碎冰機、相機、舞鞋、船用馬達、彈簧彈跳桿、一箱狗糧，和終生供應的鳥飼料。凱利覺得他作為一家之主的角色受到威脅，批評伊芙琳，並破壞了她贏得的獎品，但他們的孩子仍是站在她那一邊的。一次凱利對伊芙琳很生氣，更不小心在她提著12瓶裝滿玻璃的牛奶時撞倒了她，導致她的韌帶幾乎斷裂。每次事件發生後，伊芙林都能讓他沉靜下來，讓凱利至少暫時對她好一點。
由於伊芙琳每天主要將時間用在家務上，加上當地沒有其他同樣活躍的知識份子，她的生活近乎與世隔絕。儘管如此，她收到其他同樣參加寫作比賽的中西部家庭主婦的邀請，並與她們成為朋友。最終，伊芙琳發現凱利暗中以他們的房子為抵押，申請了第二筆貸款，而且從未還款，這讓這個家庭幾乎喪失房子的擁有權。孩子們祈禱他們的母親能在胡椒博士的比賽中奇蹟般的獲勝，結果並沒有讓他們失望，她贏了，然後用獎金來支付房子的抵押貸款。
多年後凱利去世後，伊芙琳發現凱利將養老金支票存入了一個專門為她準備的銀行賬戶。現實中萊恩的十個孩子也現身，演出成年後的孩子。

## 演員
- 茱莉安·摩爾飾演伊芙琳·萊恩（Evelyn Ryan）
- 伍迪·哈里遜飾演里歐·「凱利」·萊恩（Leo "Kelly" Ryan）
- 蘿拉·鄧恩飾演多莎·謝弗（Dortha Schaefer）
- 特拉沃·摩根飾演布魯斯（Bruce）
- 西蒙·雷諾茲（英语：Simon Reynolds）飾演送奶員雷（Ray）
- 蒙特·加涅飾演李·安·萊恩（Lee Ann Ryan）
- 喬丹·特多西（英语：Jordan Todosey）飾演年輕的塔芙·萊恩
- 艾拉里·波特菲爾德飾演塔芙·萊恩（Tuff Ryan）

## 評價
這部電影獲得的評價褒貶不一，在電影評論網站爛番茄上有83條評論，當中59%是好評，平均得分為6.06/10。該網站指出：「茱莉安·摩爾的演技很值得注意，儘管如此，『十全主婦』仍然是一部模糊不清的試探性電影，未能成功傳達其苦樂參半故事的真正力量。」Metacritic基於28位評論家的評論提出58/100的分數（引用「混合或平均評論」）。《芝加哥太陽時報》的Roger Ebert評出總共4顆星的31⁄2顆星，評論這部電影「避免了明顯的情緒和可預料的情感，並展現了這個女人年復一年地仍維持在一起，參加對她家人意味著生死的愚蠢競賽。」

## 家庭媒體
這部電影於2006年3月14日以DVD形式發行，由夢工廠代替他們的子公司Go Fish Pictures發行，後者擁有這部電影的上映版權。

## 外部連結
- 爛番茄上《十全主婦》的資料（英文）
- 互联网电影数据库（IMDb）上《十全主婦》的资料（英文）
- 伊芙琳·萊恩官方網站 （页面存档备份，存于）